# Kostel svatého Petra a Pavla (Mělník)

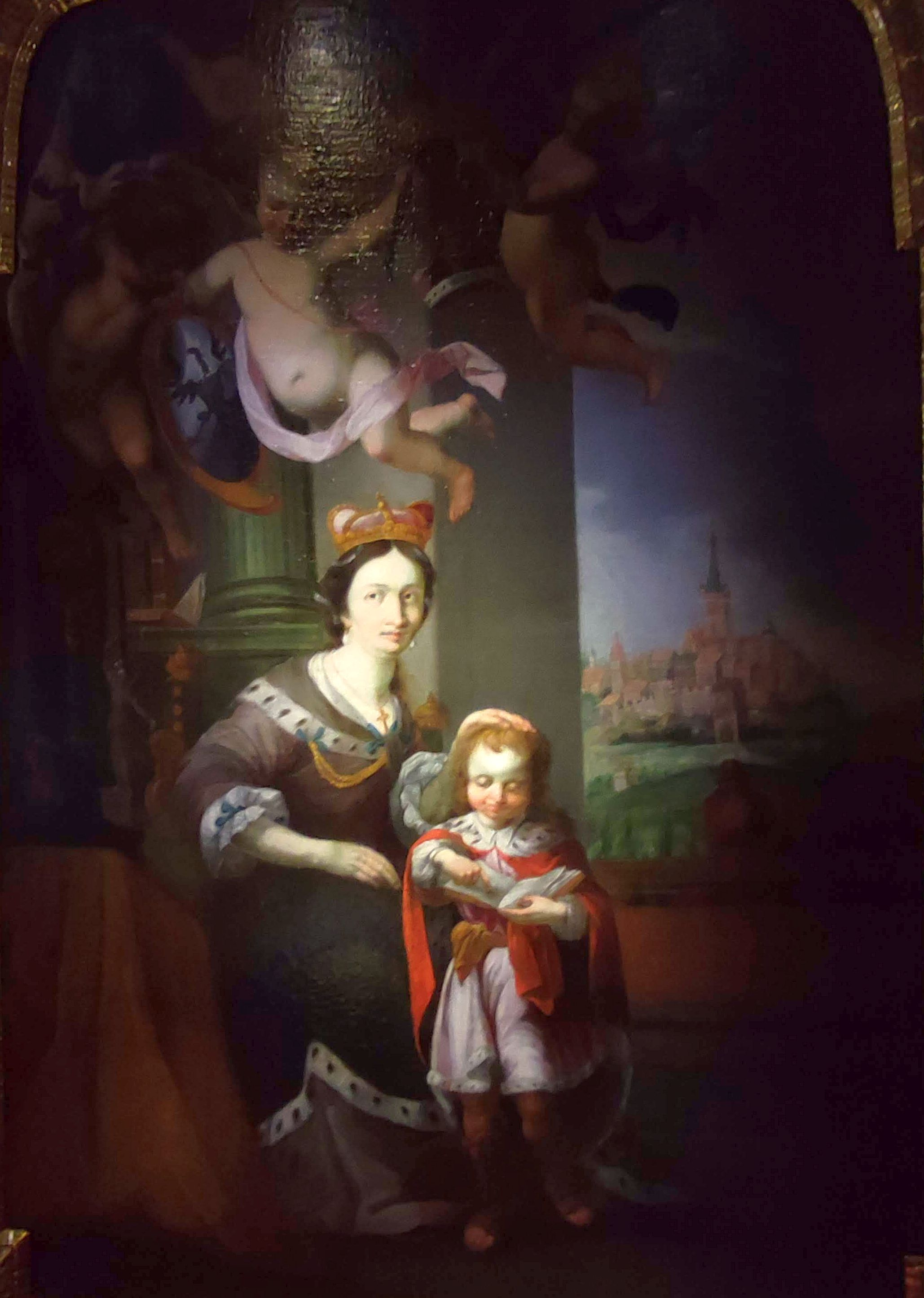
Filip Mazanec: Sv. Ludmila se sv. Václavem, 1679

Kostel svatých apoštolů Petra a Pavla v Mělníku je římskokatolický farní a proboštský kostel. Nachází se v sousedství mělnického zámku. Zdejší farnost má status proboštství jako upomínku na kolegiátní kapitulu, která zde existovala od počátku 11. století do roku 1421.

## Historie

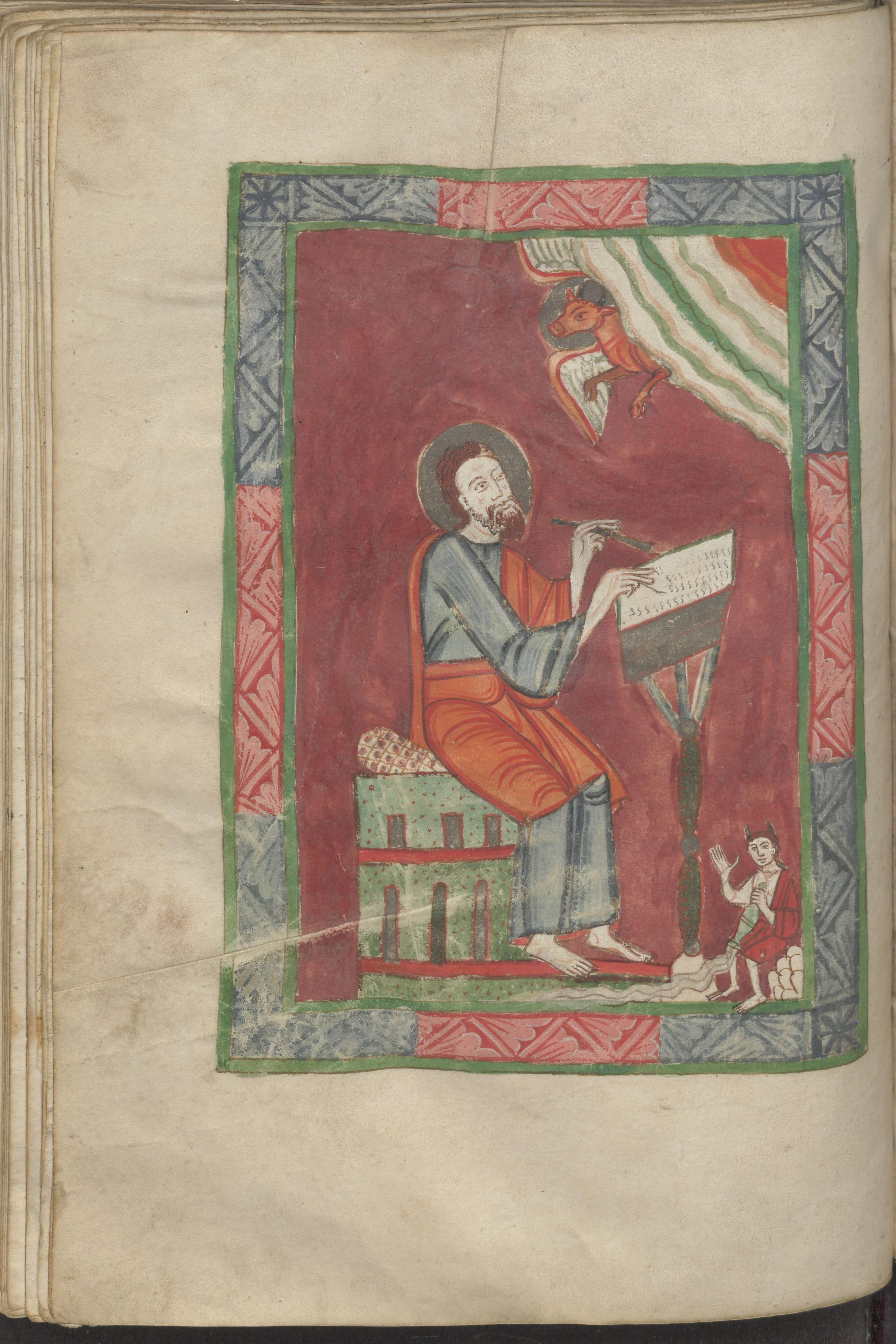
Vyobrazení svatého Lukáše z Mělnického evangeliáře z 12. století, který byl původně uložen v kostele svatých Petra a Pavla.

Kostel svatého Petra a Pavla v Mělníku je jedním z nejstarších kostelů v Čechách. Trojlodnímu gotickému kostelu vévodí 65,87 metrů vysoká věž čtvercového půdorysu s barokním zakončením, která tvoří dominantu města a tyčí se nad soutokem Labe s Vltavou. Pod kněžištěm chrámu se nachází krypta s kostnicí. Vznik kostnice souvisí se hřbitovem, který kostel kdysi obklopoval, a kosti jsou zde ukládány už od 30. let 16. století. V kryptě jsou ostatky asi 15 tisíc lidí.
Ačkoliv první přímá písemná zmínka o mělnickém kostele pochází až z roku 1172, kdy kostel po zásahu blesku vyhořel, jsou počátky kostela kladeny do období kolem roku 1000 - doby kněžny Emmy († 1006), manželky českého knížete Boleslava II., ve druhé polovině 10. století největší zakladatelskou osobností. Zprvu byl pravděpodobně zasvěcen jen sv. Petrovi. Kolem roku 1380 proběhla přestavba původní románské baziliky v gotickém slohu. V letech 1483–1488 byla postavena nynější věž a ze stejné doby pochází také chrámové trojlodí, přičemž počátkem 16. století došlo ještě ke zvýšení hlavní chrámové lodi. Svou nynější podobu získal kostel v roce 1520, menší úpravy proběhly ještě po požárech v letech 1555 (renesanční štíty) a 1681 (barokní cibulovitá báň věže), jakož i při komplexní obnově kostela v letech 1910–1916. Kostel je od roku 1966 chráněn jako kulturní památka.
Architekt Kamil Hilbert, zjistil v letech 1913 a 1914, že torzo románské věže je nejstarší část kostela. Stojí v jihozápadním nároží chrámu a na ochozu najdeme polygon - nárožní věžičky. Domníval se, že patří k jedné ze dvou věží původní románské trojlodní basiliky. Díky patce a osmibokém dříku sloupku, nalezených při opravě chrámu v roce 1892 byla potvrzena románská výstavba kostela. Patka je shodná s dalšími šestnácti, které byly nalezeny v kryptě kostela sv. Václava ve Staré Boleslavi. Na klenbě je svorník s růžicí pánů z Landštejna, z doby Jana z Landštejna.

### Program záchrany architektonického dědictví
V rámci Programu záchrany architektonického dědictví bylo v letech 1995-2014 na opravu památky čerpáno 3 370 000 Kč.
| rok    | 2008  | 2012 | 2013 | 2014 |
| ------ | ----- | ---- | ---- | ---- |
| částka | 1 150 | 720  | 600  | 900  |

## Interiér
Kostel má tři stejně vysoké lodi, je to takzvané stejnolodí neboli sálová stavba. Na délku měří 40 metrů a na šířku 21,5 metrů. Architektonické články jsou gotické: klenba je nesena šesti sloupy. V presbytáři nalezneme síťovou žebrovou klenbu (síťová klenba v níž žebra vytvářejí plynulé rytmické obrazce bez stop mechanických švů) a v závěru hvězdicovou žebrovou klenbu na štíhlých válcových příporách. Hlavní loď, otevřená arkádami do bočních lodí, je klenuta lomenými gotickými oblouky na hranolovitých pilířích a hvězdovou žebrovou klenbou na konzolách. V jižní boční lodi se klenou tři a v severní boční lodi čtyři pole křížové žebrové klenby. Severní předsíň má klenbu síťovou. V přízemí a v 1. patře velké věže nalezneme složitější síťovou klenbou a v podvěží starší věže křížovou klenbou.
Výzdoba interiéru včetně  mobiliáře je převážně barokní:  pozdně gotické jsou nástropní fresky presbytáře a deskový obraz  Ukřižování. 
- Cínová křtitelnice je renesanční z roku 1578, s mladším dřevěným víkem s bohatou páskovou ornamentikou.
- Hlavní oltář má pozdně barokní architekturu se sochami sv. Václava, Ludmily, Marie Magdalény a Floriána. Obraz apoštolů Petra a Pavla údajně namaloval Karel Škréta.
- Postranní oltář s obrazem sv. Ludmily s dítětem sv. Václavem a panoramatem města Mělníka v pozadí namaloval Filip Mazanec roku 1697.
- Oltář Panny Marie s kopií staroboleslavského paládia
- Oltář sv. Jana Nepomuckého
- Sousoší Snímání Krista z kříže je od žáka Ferdinanda Maxmiliána Brokofa z doby kolem roku 1724
- Kazatelna je barokní z roku 1731.
- Varhany jsou z 19. století, vložené v rokokové skříni.

V trezoru je uložena pozdně gotická stříbrná monstrance.

## Krypta

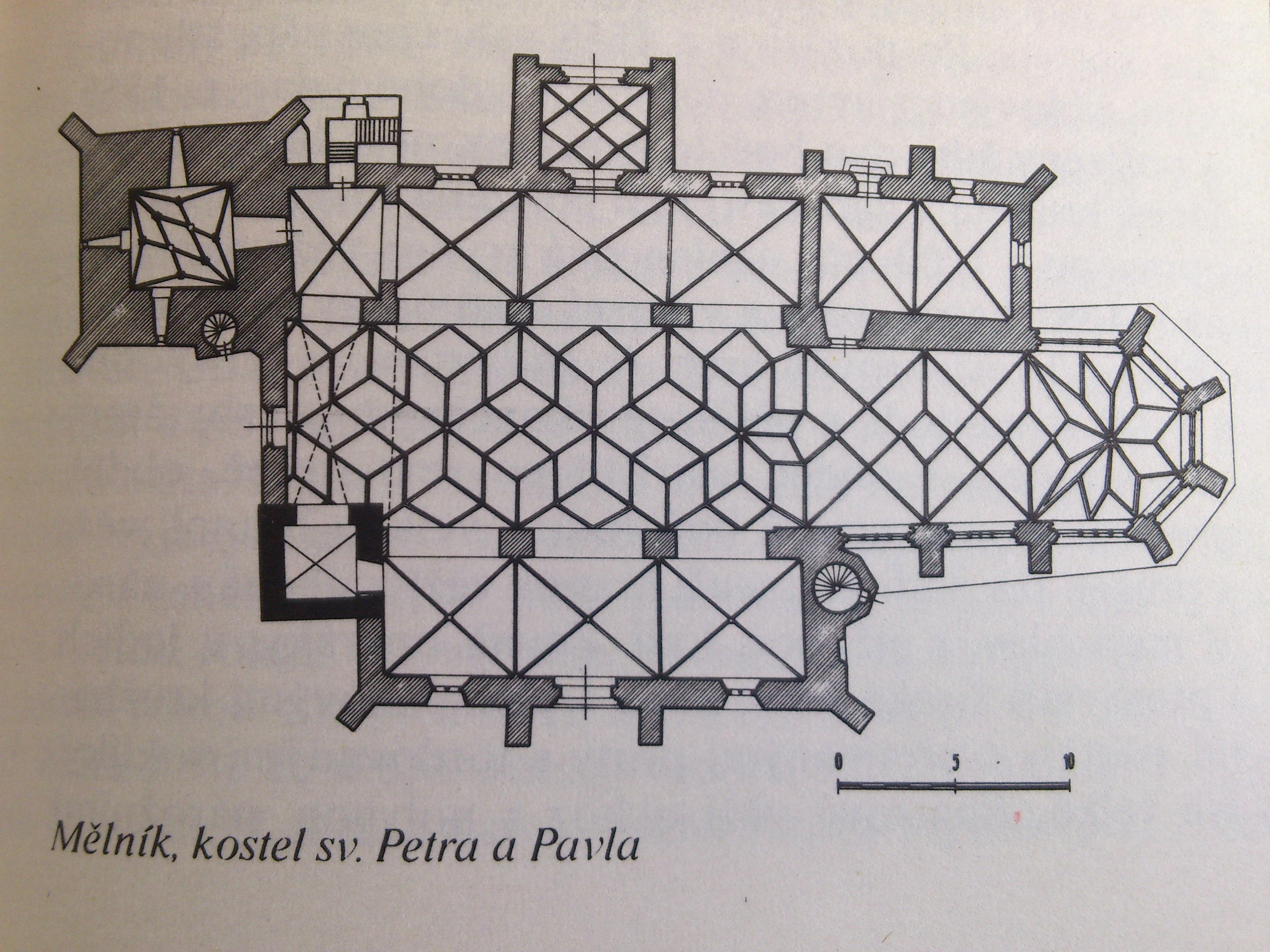
Půdorys kostela

Krypta se nachází pod presbytářem a má křížovou klenbu s lunetami. Na klenbě presbytáře je renesanční figurální a ornamentální malba z roku 1583. Kostnice v kryptě obsahuje kosti 10 až 15 tisíc lidí ze zrušeného  kostelního hřbitova. Kosti se původně ukládaly bez ladu a skladu poté, co byly vybrány ze země, zejména při morových epidemiích kvůli nedostatku místa na pohřbívání. Po roce 1787 se kostnice v českých zemích rušily, ale mělnická kostnice byla jako jedna z mála zazděna a ponechána. Při restauraci kostela počátkem 20. století kostnice odborně prozkoumal a přeskládal významný český antropolog profesor Jindřich Matiegka. Kosti jsou uspořádány do obrazců kotvy, kříže a srdce (víra, naděje a láska).

## První přestavba
Ve 14. století proběhla gotická přestavba. V severní straně presbytáře se nacházejí zbytky gotické výstavby. Jedním z největších důkazů gotické fáze je sakristie, která byla původně kaplí Božího Těla, vystavena před rokem 1330, tehdy ještě k románskému chrámu. Přestavba začala až v roce 1380. V tu dobu byl proboštem Jan z Landštejna, který dal kapli dnešní podobu. Teprve asi za 100 let vznikla gotická výstavba chrámového trojlodí a hlavně velké věže. Vedla ji huť stavitele Johanna Spiesse z Frankfurtu. Na svornících klenby v jižní lodi, zaznamenal účast krále Vladislava II. Jagellonského, jako donátora, vladislavským W.

## Poslední gotická přestavba
Při poslední gotické přestavbě kostela na začátku 16. století nabyla hlavní chrámová loď dnešní podoby, v dřívější době byla mnohem nižší. Vedl jí stavitel Benedikt Ried z Pístova. Kostelu vtiskl dnešní podobu zejména vysokým presbytářem, vyzdviženým nad prostornou kryptou, která sloužila od počátku jako kostnice. Velká, téměř katedrální okna, prosvětlují prostor oddělený od hlavní lodi širokým schodištěm. Síťová klenba presbytáře je polychromovaná a nese datum 1533, okna mají plamínkové kružby. V hlavní lodi je klenba hvězdovitá.

## Věž

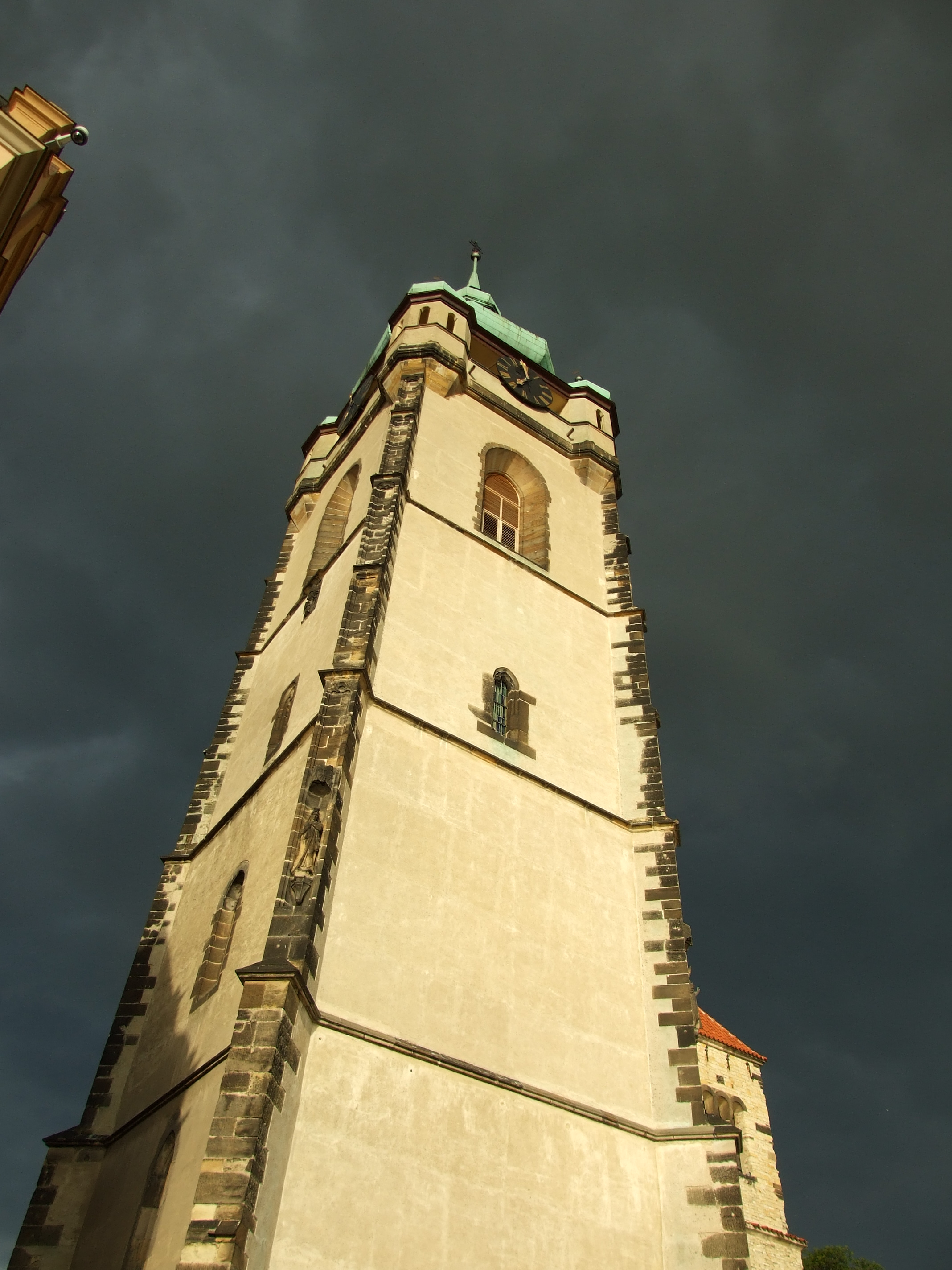
Věž kostela

Nejviditelnější částí kostela je jeho věž z druhé fáze gotické výstavby založená roku 1483 a dokončená roku 1488. Pod severním oknem můžeme najít pískovcový reliéf znaku Českého království. Roku 1681 po velkém požáru, nahradili gotické ukončení věže barokní cibulovitou bání z šindele. Během této přestavby nahradili šindeli i prejz na střeše kostela. V roce 1937 ale kvůli špatnému stavu krovu, zastřešili věž přesnou kopií a střechu potáhli měděným plechem. Znovu byl osazen spadlý kříž jištěný bleskosvodem.
Gotickou věž doplňuje v protějším jihozápadním nároží ustupující torzo druhé románské věže, která je podle výzkumů Kamila Hilberta z počátku 20. století nejstarší částí celé stavby.

## Zvony
Zvony odlité s velkou pravděpodobností pražským zvonařem Egidiem - Jílkem se při požárů kostela roku 1681 roztavily. Teprve roku 1690 byly do věže vyzdviženy tři nové zvony z dílny mladoboleslavského zvonaře Jeana Pricqueye (Francouze původem z Lotrinska).
Původně byly tři, ale zůstaly z nich pouze dva, které stále vyzvánějí. Václav Koníček pořídil náhradu za odnesený 3. zvon a zasvětil ho sv. Ludmile. Byl ale zabaven pro válečné účely. Až v roce 1993 litoměřický biskup Josef Koukl vysvětil zvon zasvěcený svaté Anežce a Zdislavě. Váží 650 kg a je laděn do fis.
Nejstarší ze zvonů pochází z roku 1410. Dnes se již nepoužívá. Pravděpodobně nepochází z tohoto kostela, ale po požáru v roce 1681, kdy byly všechny zdejší zvony zničeny, byl kostelu darován. Používal se jako umíráček.

## Poválečné opravy
Dne 9. května 1945 byl kostel při náletu zasažen leteckou pumou, která silně poškodila střechu a vybila okna i s částí kružeb na jižní straně. Bílou fasádu získala hlavní věž v roce 1972 (“Bílá labuť na zelených vlnách vinic”).
Také fasáda kostela získala novou podobu, a to v roce 1977. Opravy popisuje nápis nad štítem sakristie pod bustou patronů kostela: “Obnova tohoto chrámu Páně započala za infulovaného probošta Monsignora Josefa Bernata r. 1910 zesílením základů. Od roku 1913 opravováno průčelí.”
Koncem devadesátých let 20. století byl prejzami nově pokryt presbytář a opravena střecha nad loděmi. Počátkem 21. století došlo k novému zasklení všech oken chrámu, pořízení umělecké mříže k zajištění jižního vchodu a k opravě varhan a otevření krypty v severní předsíni kostela. Stalo se tak 19. října 2001, kdy byl odsunut náhrobní kámen z červeného sliveneckého mramoru, který kryl vstup do čtvercové hrobky s omítnutými stěnami i hřebínkovou klenbou. Podrobnější průzkum tohoto pohřebního místa může v budoucnu objasnit identitu zde pohřbených osob a jejich vztah ke kostelu.

Od roku 2002 je duchovní správa zdejší farnosti svěřena saletinům.
Duchovní správci kostela jsou uvedeni na stránce: Římskokatolická farnost – proboštství Mělník.

## Galerie

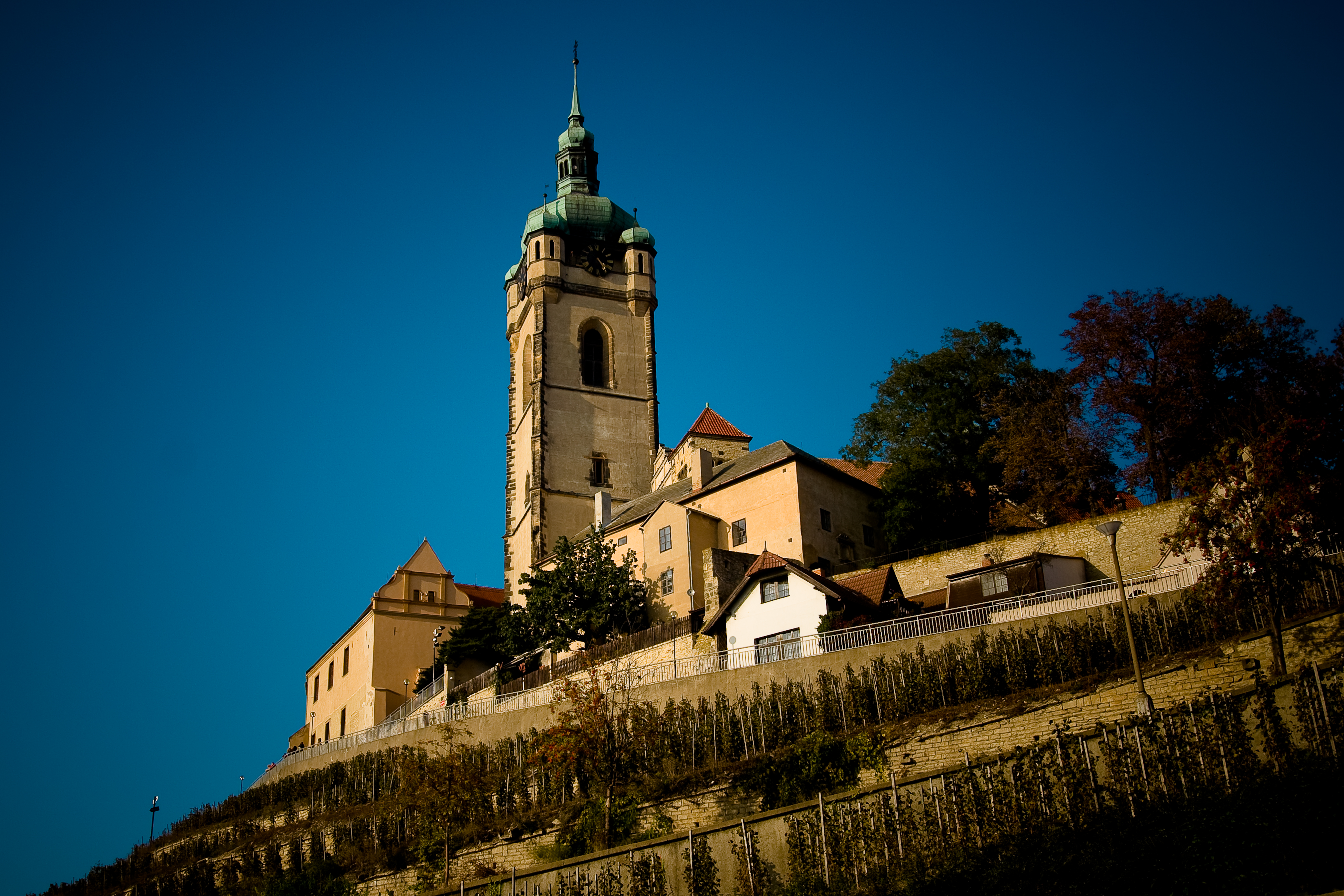
Kostel jako dominanta nad vinicí
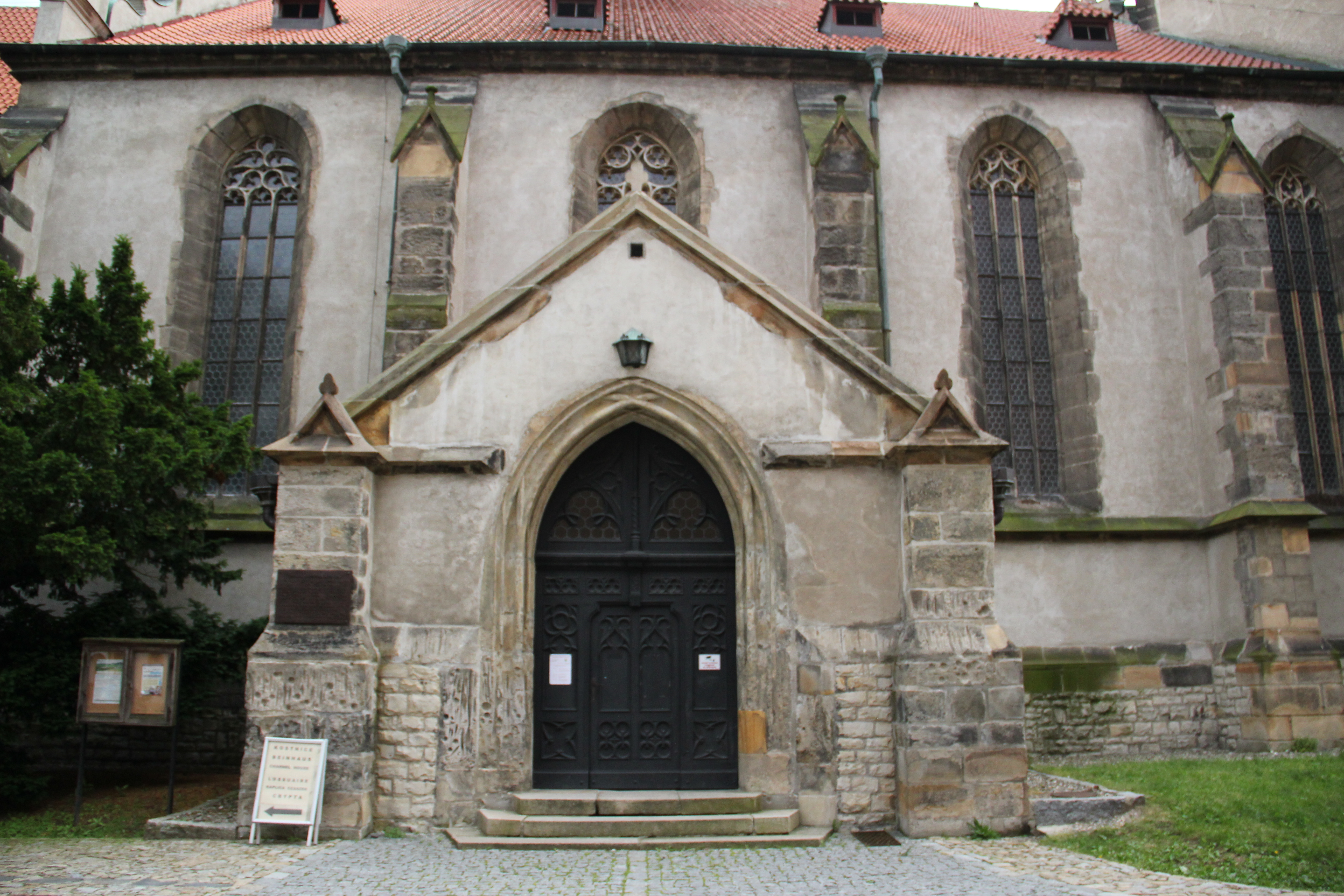
Průčelí
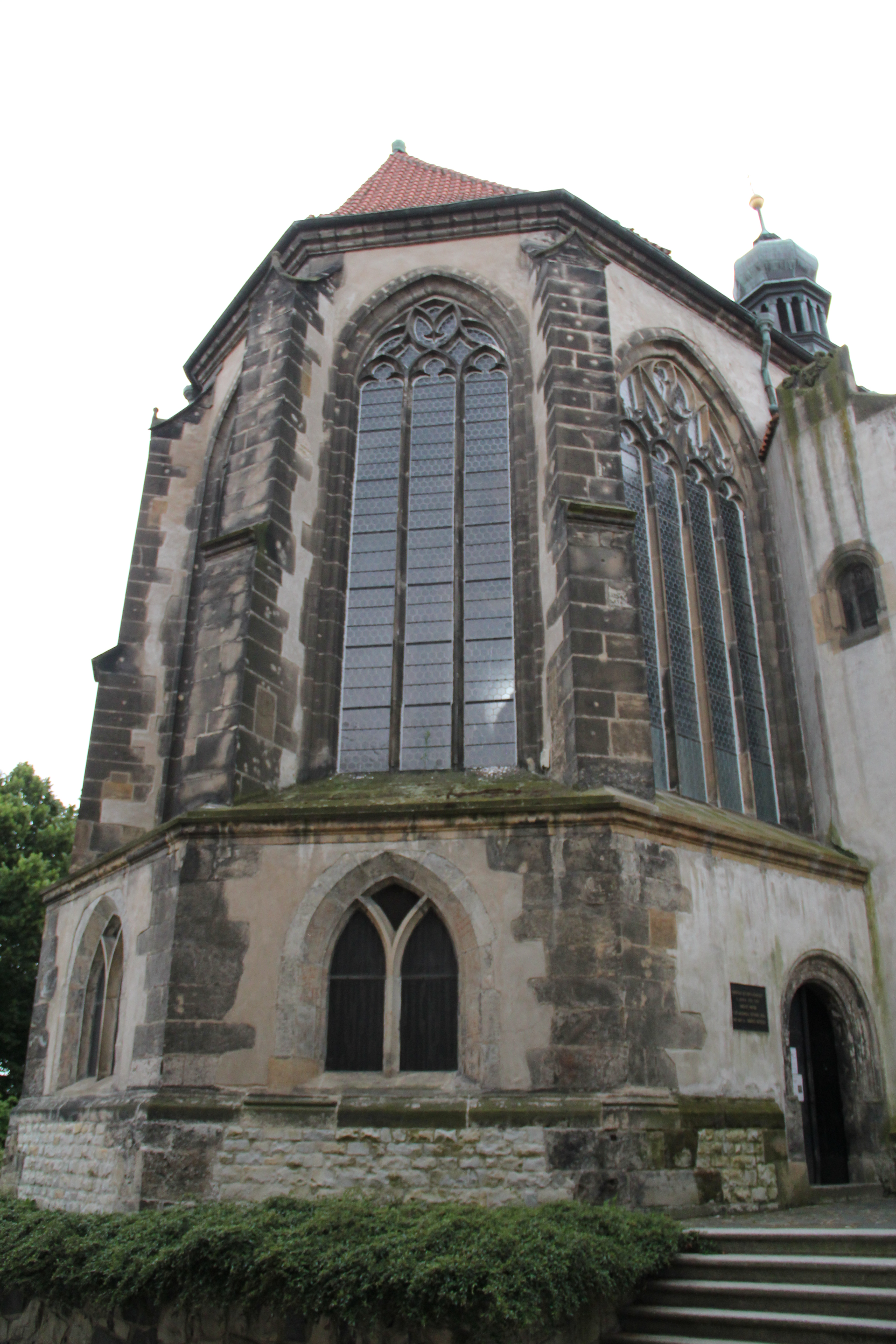
závěr kostela
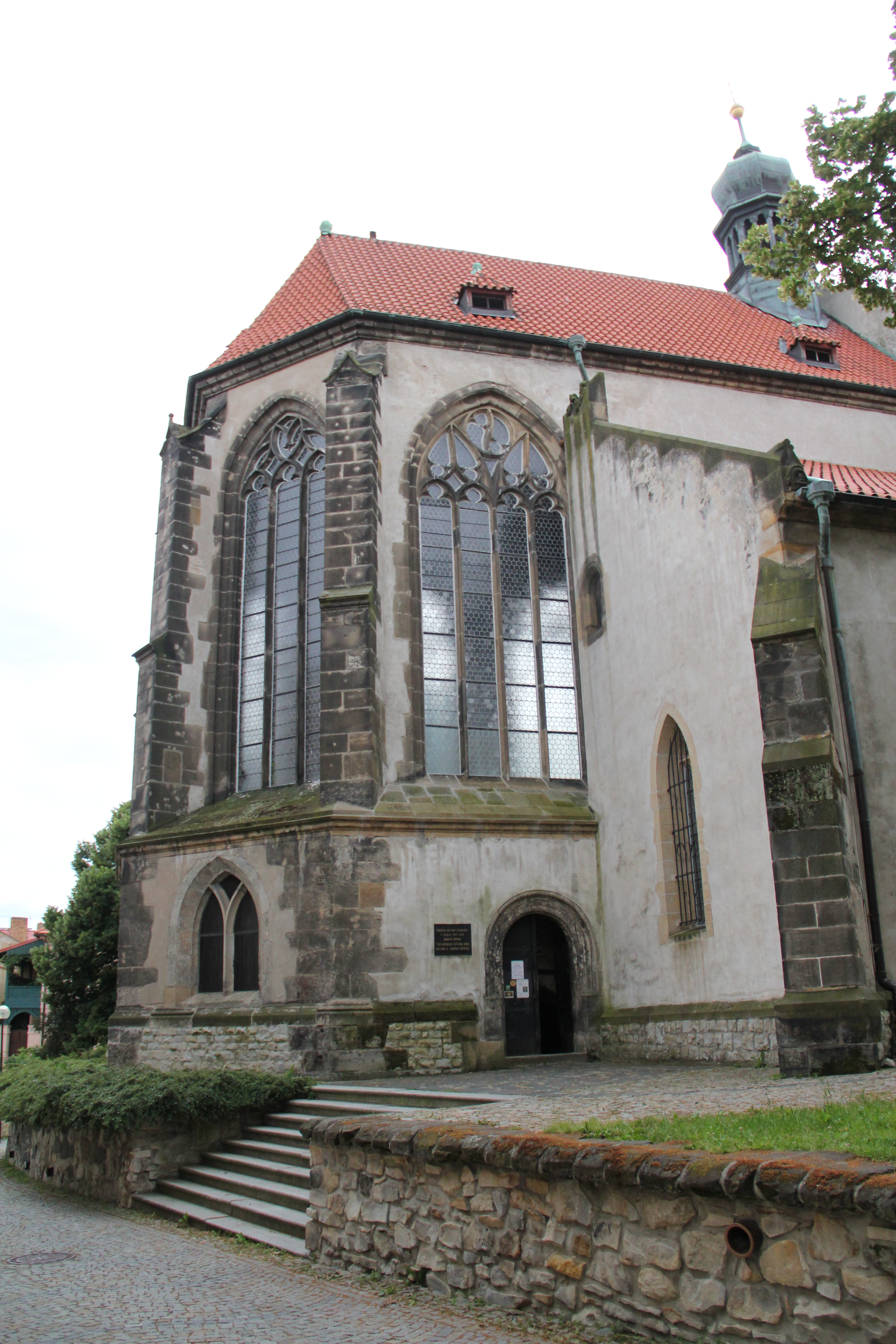
Kostel
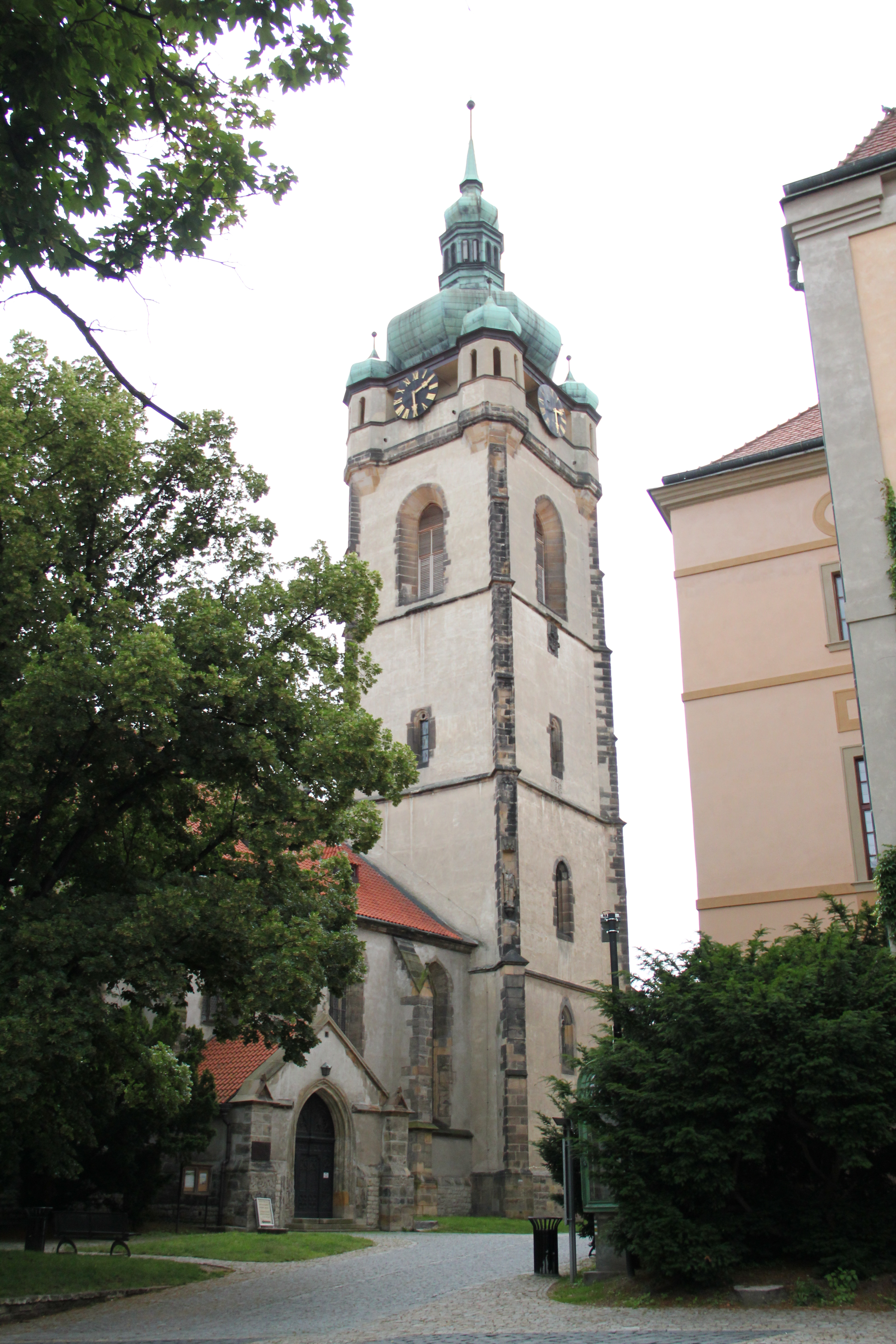
Věž
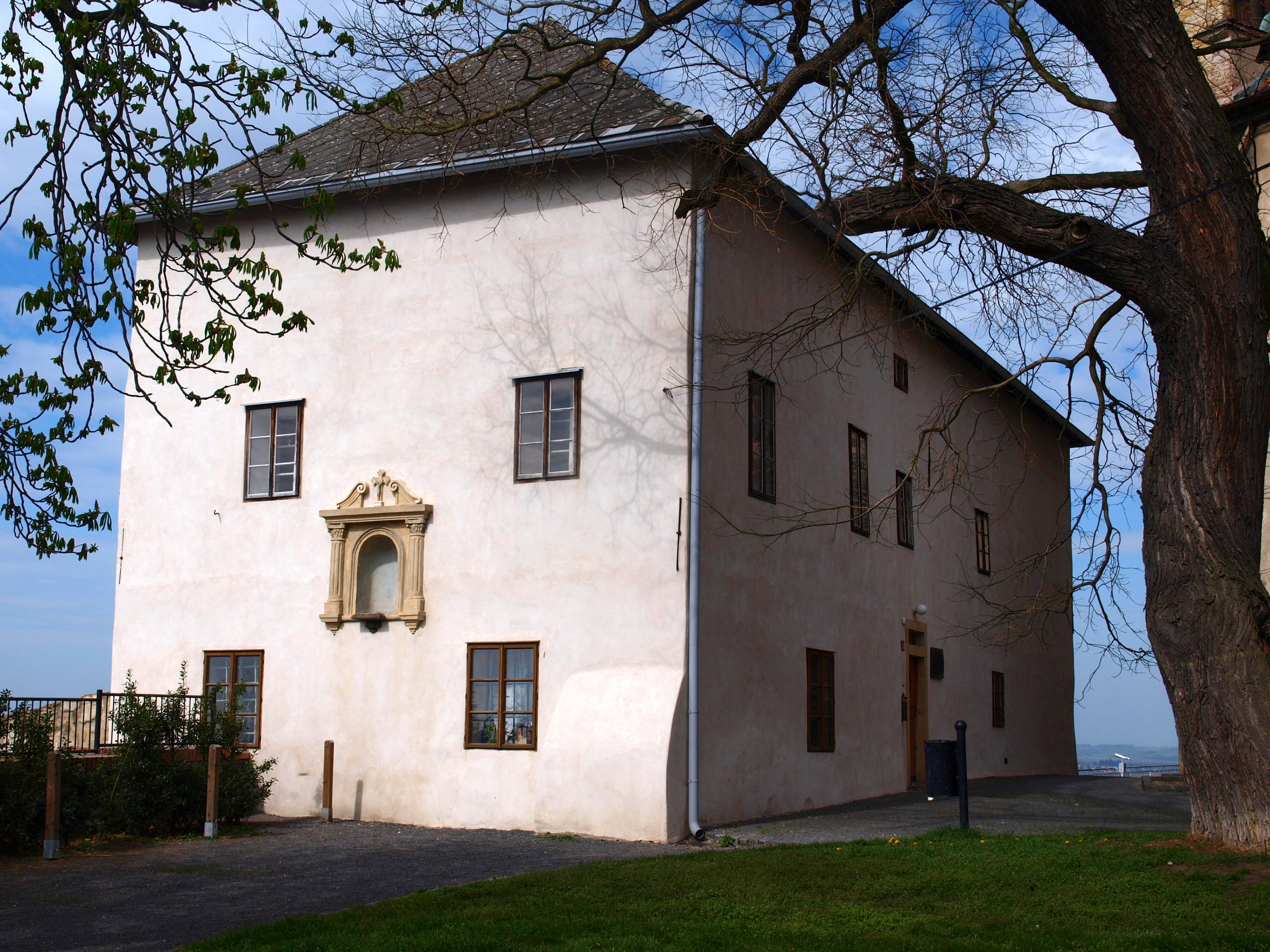
Stará škola v těsném sousedství kostela
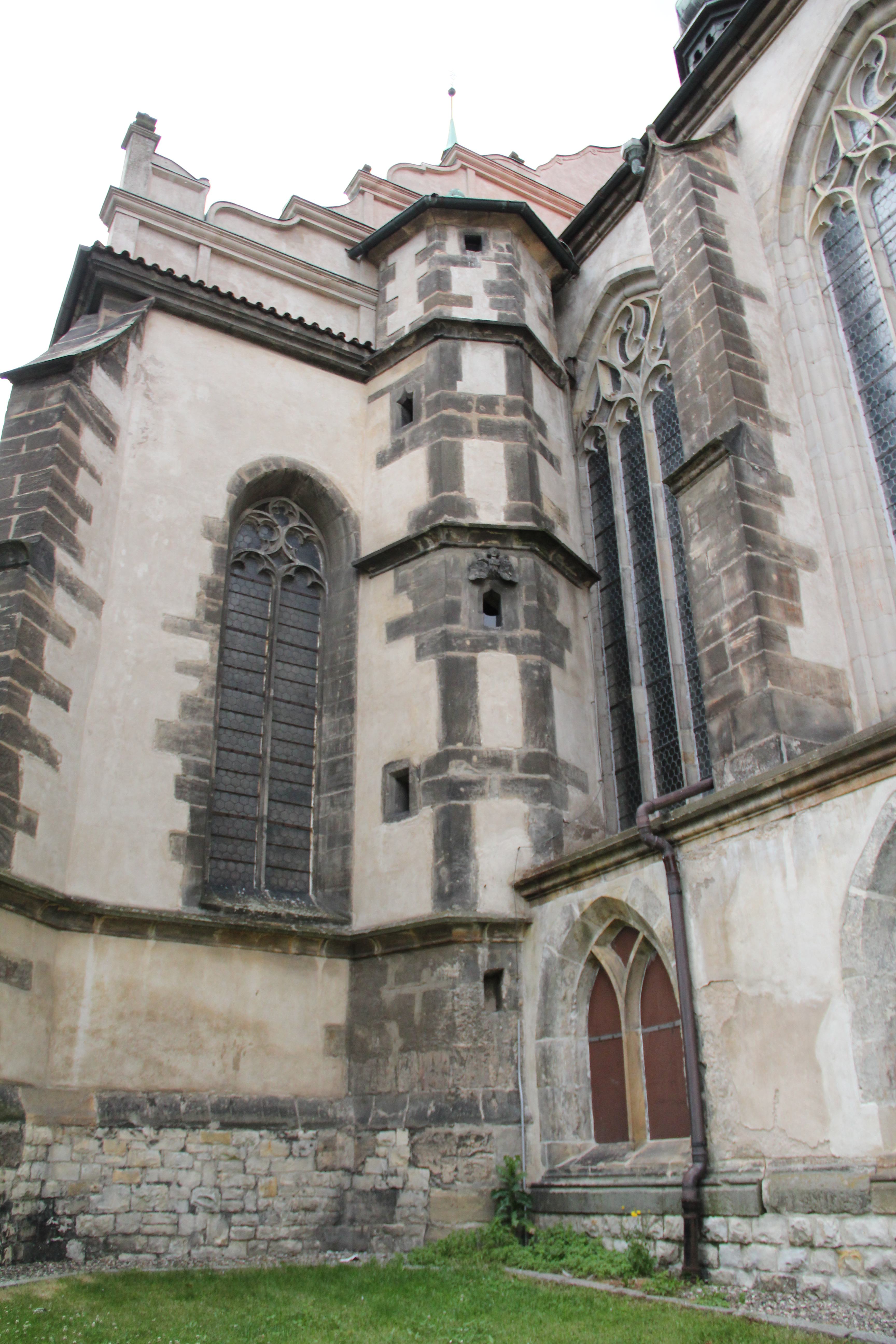
Nároží se schodištěm
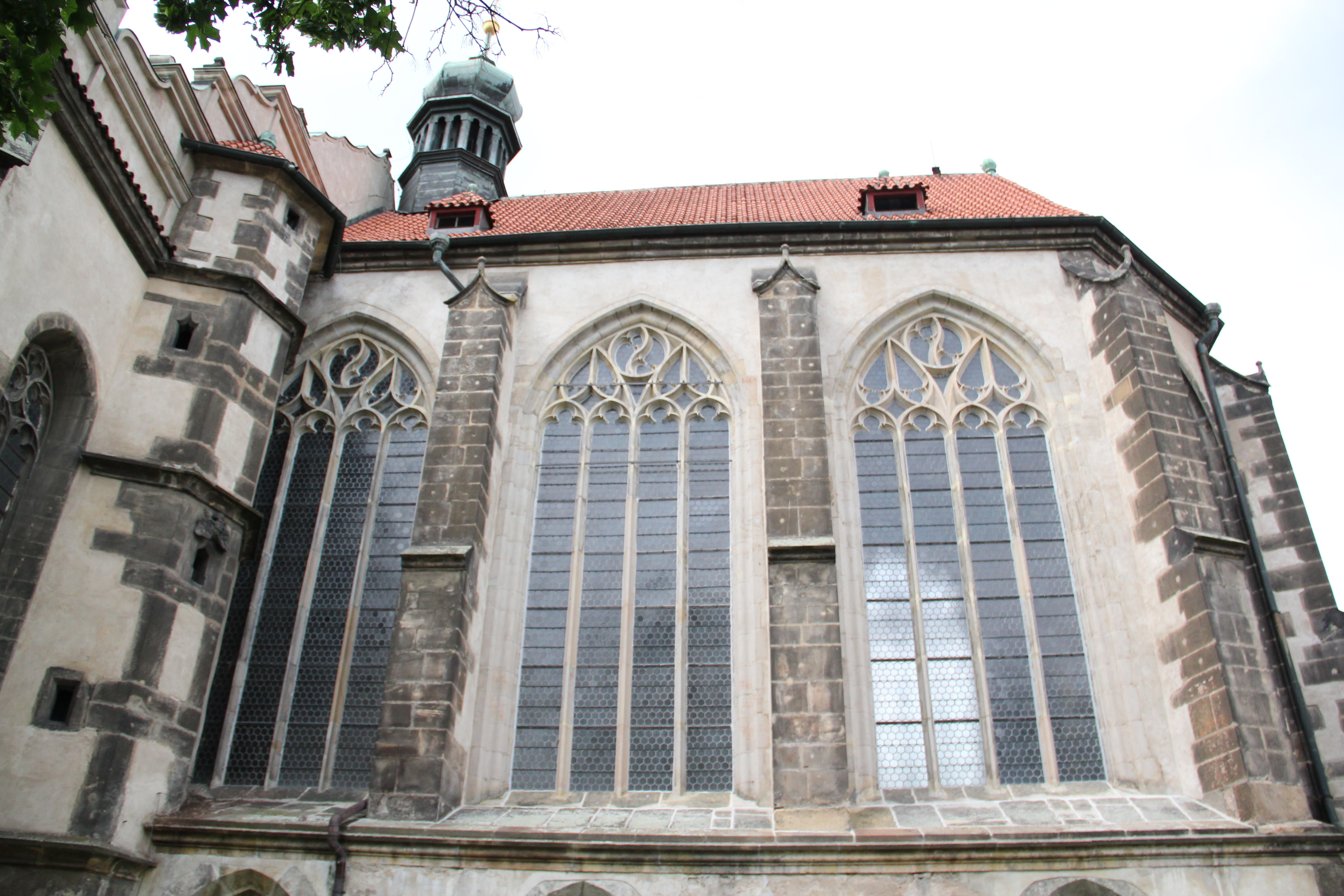
Gotická okna
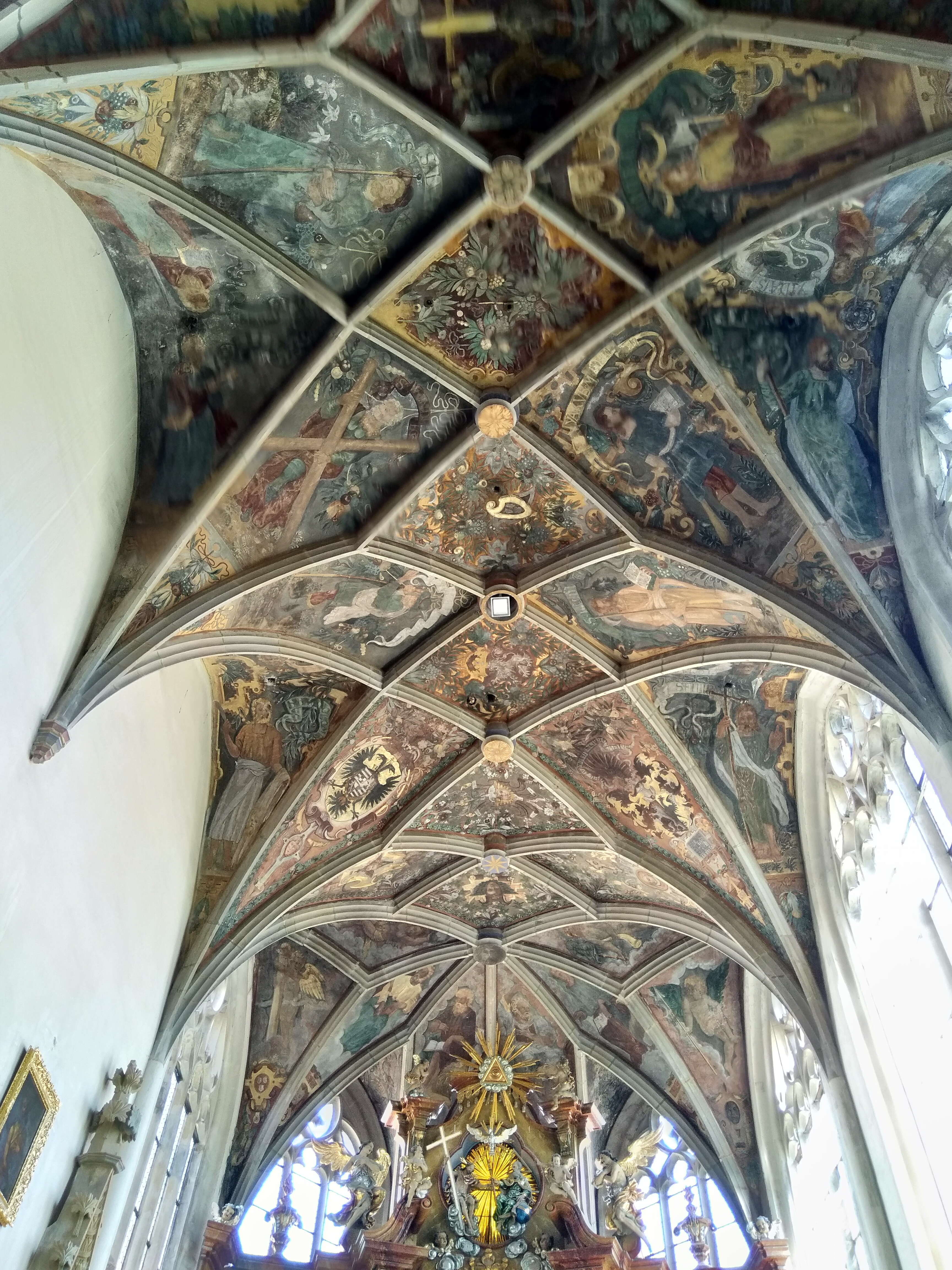
Gotická klenba lodi
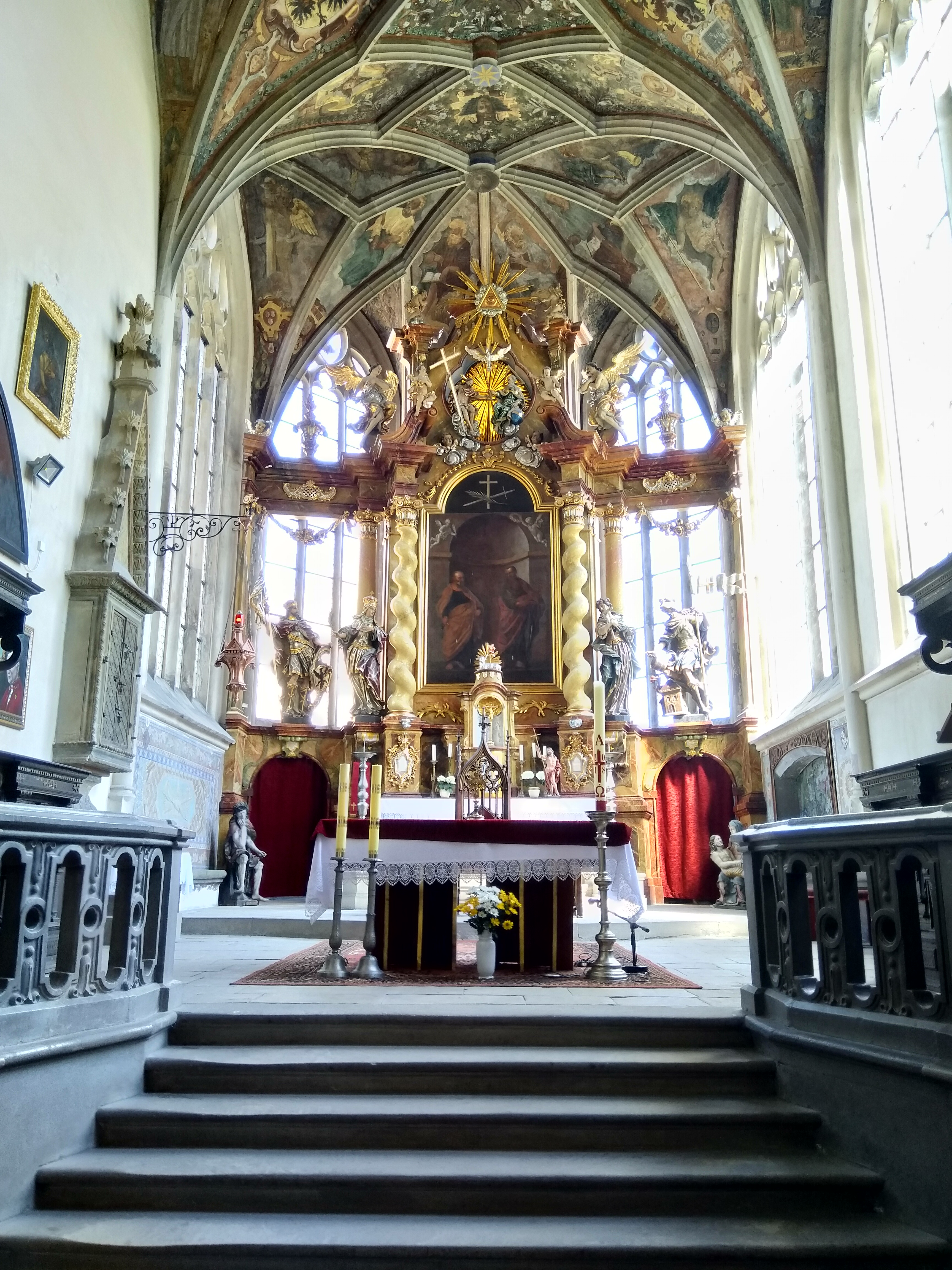
Hlavní oltář
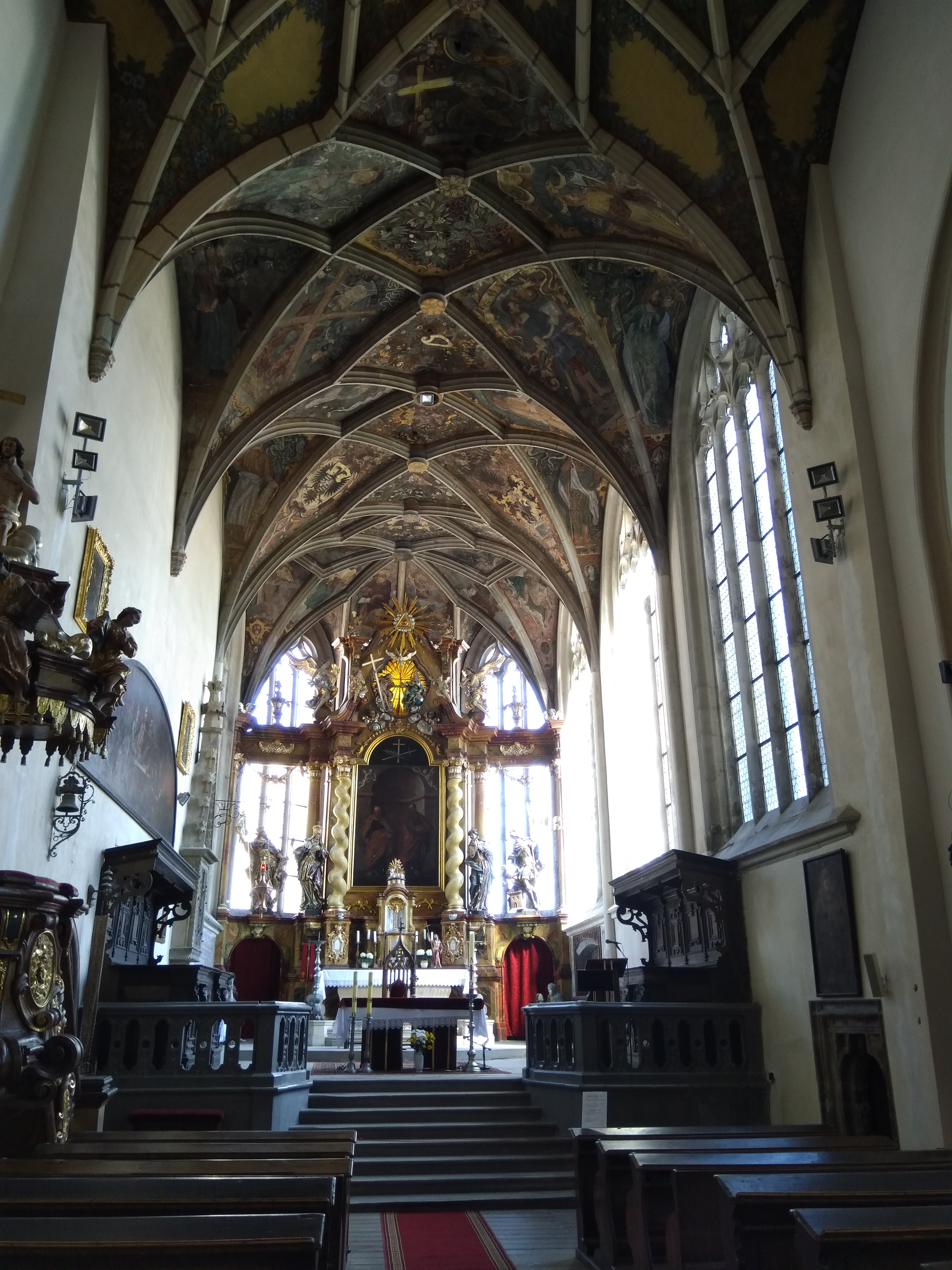
Interiér kostela
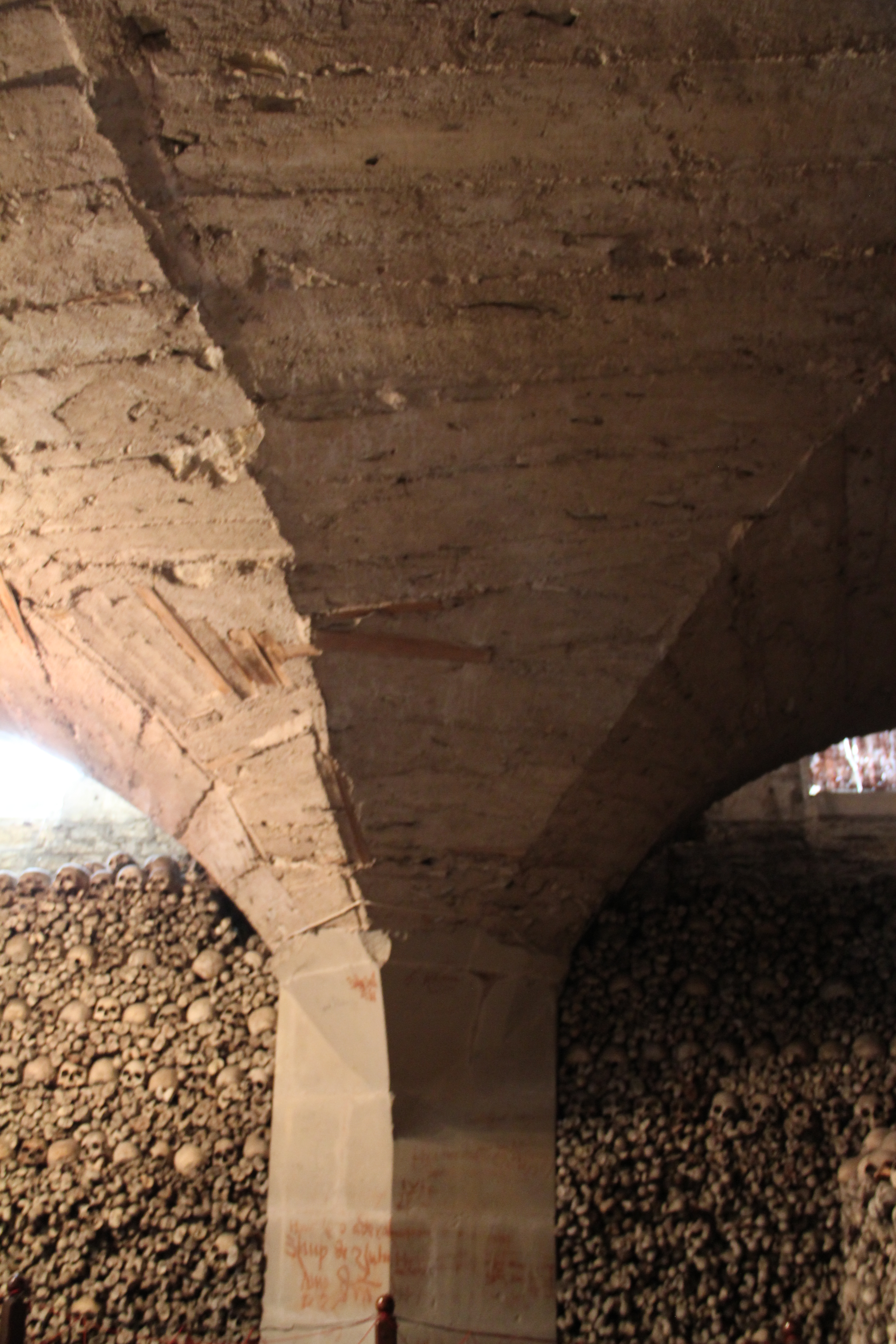
Sloup klenby kostnice
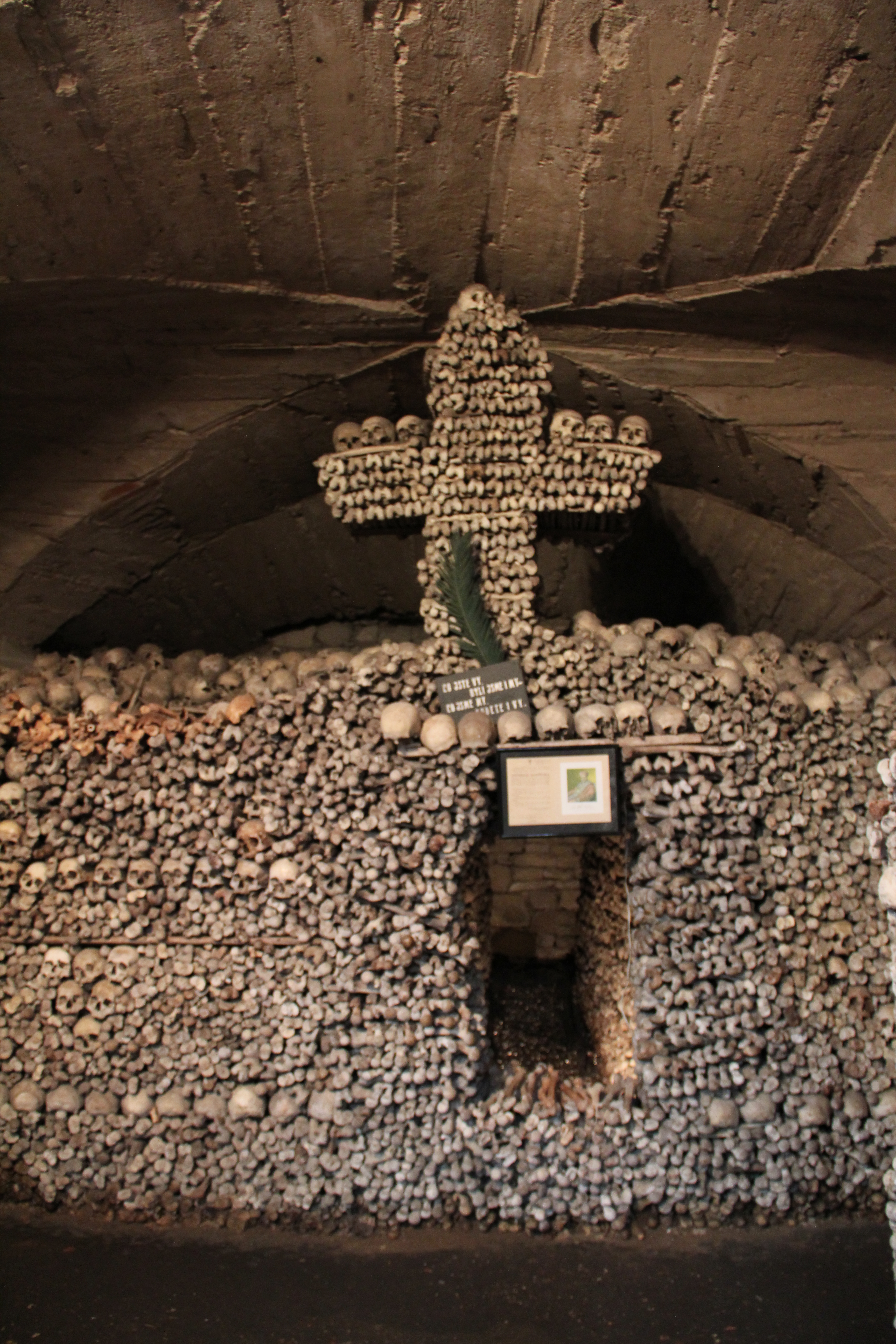
Kříž z kostí
Klenba kostnice